# Димбу (Муреш)
Димбу (рум. Dâmbu) — село у повіті Муреш в Румунії. Входить до складу комуни Синпетру-де-Кимпіє.
Село розташоване на відстані 293 км на північний захід від Бухареста, 31 км на північний захід від Тиргу-Муреша, 51 км на схід від Клуж-Напоки.

## Населення
За даними перепису населення 2002 року у селі проживали 607 осіб. Усі жителі села рідною мовою назвали румунську.
Національний склад населення села:
| Національність | Кількість осіб | Відсоток |
| -------------- | -------------- | -------- |
| румуни         | 562            | 92,6%    |
| цигани         | 45             | 7,4%     |